# Hebsur, Krishnarajanagara
Hebsur là một làng thuộc tehsil Krishnarajanagara, huyện Mysore, bang Karnataka, Ấn Độ.